# 스카버러 슈팅 스타즈
스카버러 슈팅 스타즈(영어: Scarborough Shooting Stars)는 캐나다 온타리오주 스카버러을 연고지로 하는 CEBL 소속 프로 농구 팀이다.

## 역대 홈경기장
| 스카버러 슈팅 스타즈    |             |                     |      |
| 경기장                  | 사용기간    | 장소                | 비고 |
| 토론토 팬암 스포츠 센터 | 2021년~현재 | 온타리오주 스카버러 | 빈칸 |